# Equisetum moorei
Equisetum moorei är en fräkenväxtart som beskrevs av Newm. Equisetum moorei ingår i släktet fräknar, och familjen fräkenväxter. Inga underarter finns listade i Catalogue of Life.